# Бича из Баласоте
Бича из Баласоте (исп. Bicha de Balazote) — иберийская скульптура VI века до н. э., найденная в испанском городе Баласоте (провинция Альбасете), представляющая собой лежащего быка с человеческим бородатым лицом (общая высота 73 см, длина основания 92 см, ширина основания 37 см).
Название «бича» — результат ошибки, совершенной французскими исследователями, принявшими изображённого за олениху (фр. biche), откуда слово было воспринято и переработано испанцами и стало нарицательным названием статуи.
Принадлежит к группе памятников иберийской культуры крупного размера, встречающихся только на юго-востоке Пиренейского полуострова — большой группе зооморфных скульптур V–IV вв. до н. э.: львы, медведи, волки, быки, а также сфинксы и звери с человеческими головами. Вместе со сфинксом с женским лицом из той же провинции Альбасете бича относится к наиболее древним скульптурам этой группы (550–450 гг. до н. э.). Во многих деталях этих изображений чувствуется сильное восточное влияние, а некоторые даже имеют прямые прототипы в сирийском и хеттском искусстве.

Герб Баласоте, принятый в 1988 году

Была обнаружена в квартале Махуэлос недалеко от центра города Баласоте. Недавние раскопки показали, что в этом месте было захоронение под курганом, к которому скульптура, видимо, относилась. Рядом также обнаружена римская вилла с мозаиками. С 1910 года находится в Национальном археологическом музее в Мадриде. В Музее Альбасете находится копия.